# Hampea platanifolia
Hampea platanifolia là một loài thực vật có hoa trong họ Cẩm quỳ. Loài này được Standl. mô tả khoa học đầu tiên năm 1927.